# Jeckyll and Hyde
Jeckyll and Hyde est un groupe de jumpstyle néerlandais. Il est composé de Maarten Vorwerk (Vorwerk) et Ruud van Ijperen (DJ Ruthless). 

## Biographie
Le groupe est souvent décrié par le milieu jumpstyle pur et dur qui lui reproche son côté dance commercial, préférant leur autre projet en duo à savoir Noise Provider. Il reste néanmoins que Jeckyll and Hyde sont des fers de lance de la scène accessible jumpstyle en compagnie notamment de Patrick Jumpen et DJ Porny. Ils se popularisent grâce à leurs singles à succès Frozen Flame et Freefall, et leur album intitulé The Album, qui ont atteint les classements musicaux dans divers pays comme la Finlande, l'Allemagne et la Belgique,. Il se popularise en France dans le courant du phénomène tecktonik.
Il ne doit pas être confondu avec le groupe de rock mélodique suédois nommé Jekyll and Hyde, ou le groupe de hip-hop Dr. Jeckyll & Mr. Hyde.

## Discographie
- 2006 : Frozen Flame (EP)
- 2007 : The Album
- 2007 : Freefall (EP)
- 2007 : Time Flies (EP)
- 2009 :  Spring Break / Break It Down (EP)